# Підлога

Конструкція підлоги

ще одна конструкція підлоги

Підло́га— верхній або опоряджувальний шар, що накладається на тримальну конструкцію перекриття або на ґрунт у будинку.
Підлогу влаштовують як на різного роду перекриттях, так і по ґрунту. Підлогу роблять суцільною, зі штучних і рулонних матеріалів, з дерева. Вибір матеріалу підлоги і його конструкція залежать в основному від характеру виробничого процесу в даному приміщенні. У виробничих будівлях підлога повинна бути міцною, стійкою до стирання, негорючою, водостійкою, водонепроникною, зручною для пересування людей і легко очищуватися при прибиранні приміщень. У ряді випадків до підлоги ставляться вимоги хімічної стійкості і термостійкості. Найкраще ці вимоги задовольняють бетон, асфальтобетон, асфальт, керамічні плитки, ксилоліт і деякі інші матеріали. Для забезпечення стоку рідин підлозі надається похил 1 — 7 %.

## Вимоги
До підлоги ставляться вимоги міцності, стираності, теплоізоляції, звукоізоляції, водостійкості, стійкості проти хімічного агресивного середовища, естетичності.

## Види підлог

### Долівка
У старовину в мазаних українських хатах підлоги не існувало. Замість неї влаштовувалася долівка (також діл; у деяких діалектах відома як «поділок»). Вона являла собою утрамбовану, вирівняну земляну поверхню, зазвичай покриту шаром глини. На Поліссі підлогою могла бути і звичайна земляна поверхня.
Саме долівка переважала в українському житлі наприкінці XIX — на початку XX ст., дощані підлоги мали тільки заможні селяни в місцях, багатих на ліс.

### Дощата
У дерев'яних і деяких кам'яних будовах поширені дерев'яні підлоги, що складаються з окремих дощок, які називаються мости́нами (від діалектної назви підлоги — «міст»; застаріла назва — помістниці). Дошки укладають на поперечні балки — лаги (унтерцуги). Більш примітивною є підлога «на накатинах» («леґарях»): дошки настилають на суцільний ряд тонких колод (накатин, леґарів, ліґарів).

### Кам'яна
Кам'яні підлоги утворюються або брукуванням долівки (перші і підвальні поверхи), або мурованими склепіннями.

### Бетонна
У сучасних будівлях поширена підлога, утворена бетонними плитами перекриттів, які водночас утворюють стелю нижчих поверхів. Зверху на бетонну основу укладають дерев'яне чи плиткове покриття.

### Скляна
Скляні підлоги влаштовуються на високих оглядових майданчиках (наприклад, на телевізійних вежах), деяких мостах, а також над місцями археологічних розкопок.

## Матеріали
- Паркет (штучний, художній)

Матеріал для покриття підлоги вибирається відповідно до призначення приміщень:
- в основних приміщеннях житлових і громадських будинків та споруд — дошки, набірний або штучний паркет, ламінат, вінілова підлога, килимові покриття (килими, ковролін, доріжки, килимова плитка);
- у санітарних вузлах — керамічні та пластмасові плитки;
- у вестибюлях — плити натурального каменю, мозаїчні, листові або плиткові підлоги з пластмаси.

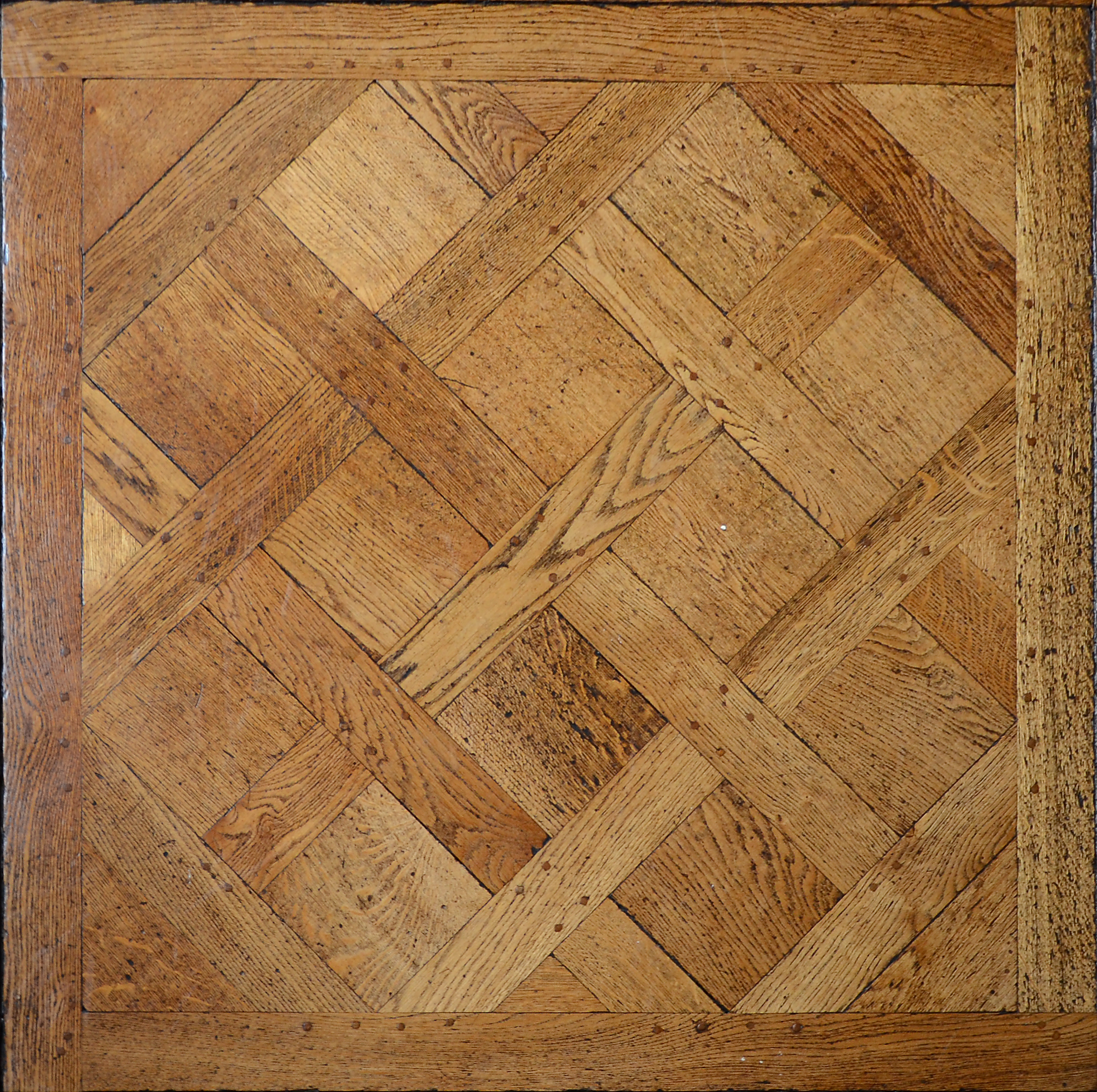
Окремий модуль (щит) для створення паркету з деревини
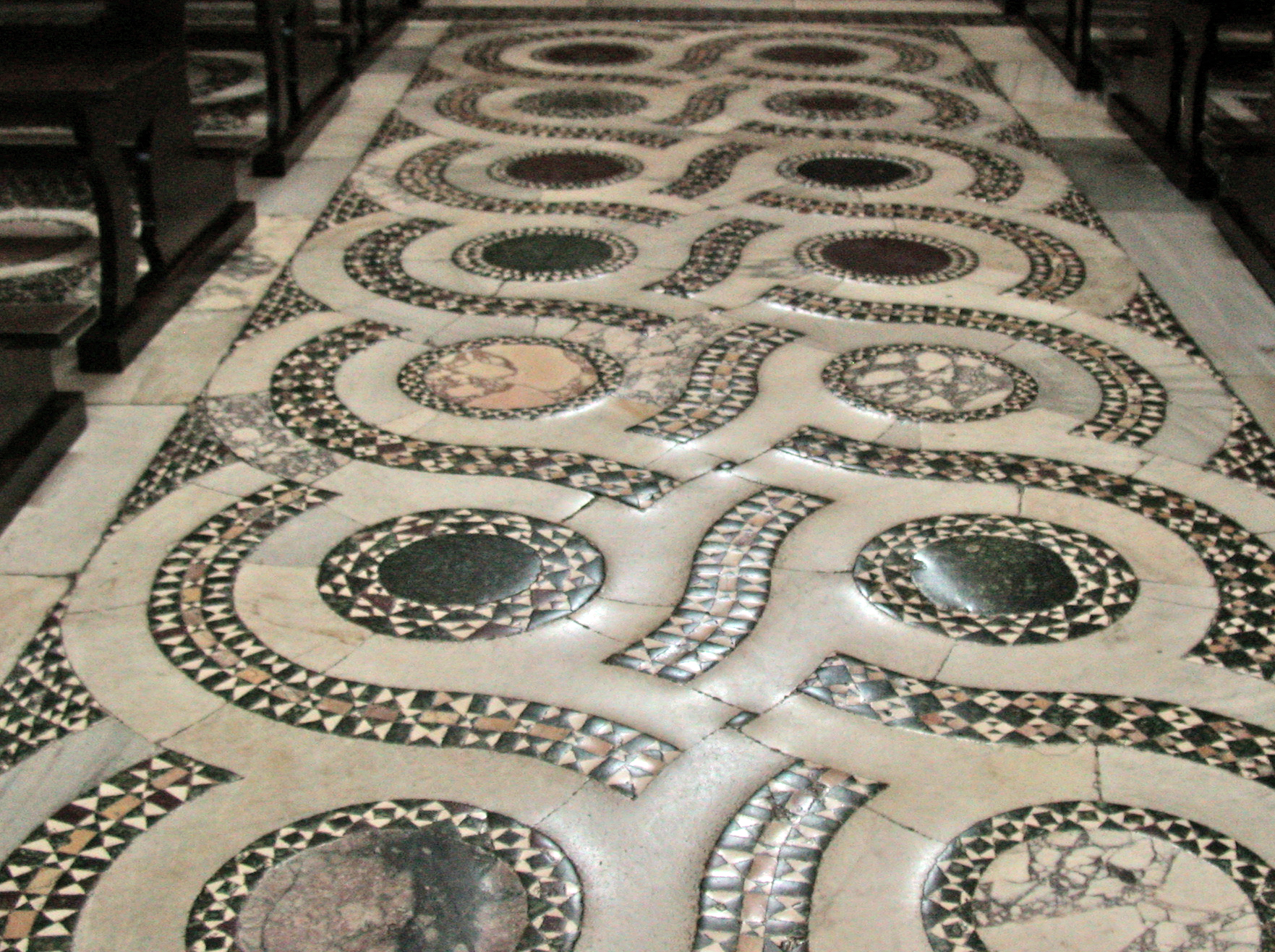
Мозаїка
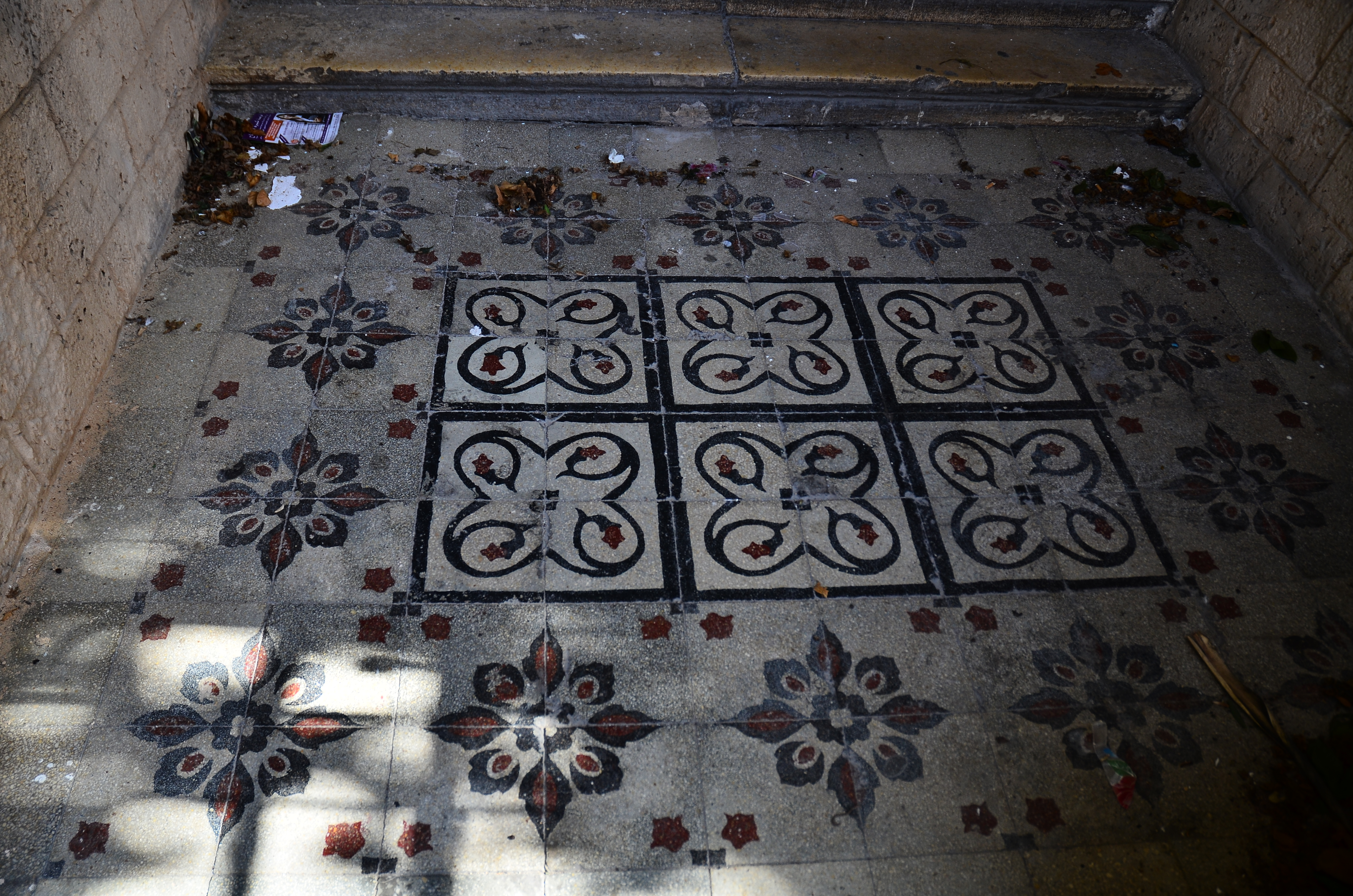
Керамічна підлога з килимовим малюнком 19 ст.
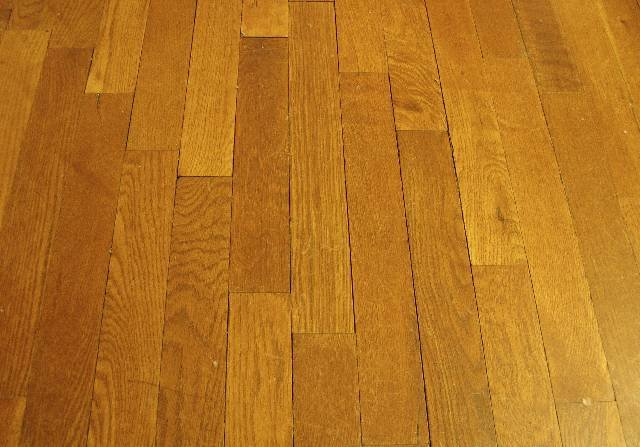
Типовий промисловий паркет з примітивним малюнком

## Тепла підлога
Застосовуються підлоги з підігрівом. Теплоносіями слугують електронагрівна арматура або підігріта електричним струмом вода.